# Mario Gaspar
Mario Gaspar (Novelda, 4 de novembro de 1990) é um futebolista espanhol que atua como lateral-direito. Atualmente está no Elche.

## Carreira

### Villarreal
Nascido em Novelda, Alicante, Comunidade Valenciana, Mario jogou nas categorias de base do Villarreal. Em 15 de Março de 2009, com apenas 18 anos, ele fez seu primeiro jogo contra a equipe do Atlético Madrid ele substituiu Giuseppe Rossi, numa partida que perdeu de 3-2. Mario passou o restante da temporada 2009-10 na reserva, a partir de todos os 31 jogos que ele apareceu com a equipe facilmente manteve o seu estatuto recém-encontrado. Ele foi definitivamente promovido ao principal. Em sua primeira partida, Mario jogou os 90 minutos numa vitória por 4-2  contra o Osasuna, terminou a temporada com 22 jogos. Em 1 de Maio de 2012, ele marcou seu primeiro gol, abrindo o placar numa vitória por 3-2 no Sporting de Gijón, no final de uma campanha que terminou com o rebaixamento. Mario marcou seu primeiro gol nas competições europeias em 21 de agosto de 2014, numa vitória por 3-0 sobre o Astana na primeira etapa da UEFA Europa League na fase de playoffs.

## Seleção espanhola
Mario jogou 16 jogos pela Espanha nas categorias de base, incluindo dois pelo Sub-21. Sua primeira convocação pela seleção principal foi em outubro de 2015,  fazendo sua estréia no dia 12 , marcando o único gol do jogo contra a Ucrânia, na última rodada, a Espanha já havia garantido a primeira posição em seu grupo para a disputa da Euro 2016. Ele repetiu o mesmo feito no seguinte jogo, jogando os 90 minutos e marcando um gol contra a Inglaterra numa vitória por 2-0 num amistoso.

## Títulos
Villarreal
- Liga Europa: 2020–21